# Gritsa Madá
Gritsa Madá es un rishi (sabio vidente) considerado uno de los autores del Rig-veda (el texto más antiguo de la India, de mediados del II milenio a. C.).
- gṛ́tsa-madá, en el sistema de transliteración (con acentuaciones fonéticas) utilizado por Monier Williams.[1]
- gṛtsamada, en el sistema AITS (alfabeto internacional para la transliteración del sánscrito).
- गृत्समद, en escritura devanagari del sánscrito.[1]
- Pronunciación: /grítsa madá/.[1]
- Etimología: ‘embriaguez juiciosa’, o ‘pasión inteligente’, siendo:
  - gritsa: ‘inteligente, diestro, juicioso, sabio’, y
  - madá: ‘excitación, éxtasis, rapto, embriaguez, pasión ardiente’.[1]

Se atribuye a Gritsa Madá la mayor parte de los himnos (36 de 43 en total) del mandala 2 del Rig-veda. Los himnos 27 a 29 se atribuyen a su hijo Kurma, y los himnos 4 a 7, a Soma Juti.

## Leyendas
A pesar de que en Rig-veda se menciona a Gritsa Madá como autor de algunos himnos, no se explica nada acerca de él.
Las leyendas acerca de Gritsa Madá aparecen por primera vez en el libro 13 del texto épico-religioso Majábharata (del siglo III a. C.).
En el capítulo 30 del Anusasana Parva del Majábharata, declara que Gritsa Madá era hijo de un rey llamado Vita Javia, y fue antepasado (en 12 generaciones) del sabio Shaúnaka:

Así es como el rey Vita Javia alcanzó la condición de brahmán. Oh, mejor de los chatrías, aunque Vita Javia era un chatría de nacimiento, por la misericordia de Brigu se convirtió en un brahmán. Su hijo Gritsa Madá era tan hermoso como Indra. Se convirtió en brahmachari y en un sabio brahmán. Sucheta, el hijo de este Gritsa Madá, también fue un brahmán. El hijo de Sucheta fue Varcha, y su hijo fue Satia. El hijo de Satya se llamó Shanta, cuyo hijo fue Rishi Vara. El hijo de Rishi Vara fue Tama, cuyo hijo Prakasha fue el mejor de los brahmanes. El hijo de Prakasha fue Vaguindra, cuyo hijo Pramiti conocía los Vedas y los Vedangas. Este Pramiti engendró a Ruru en el seno de su esposa Gritachi. Ruru engendró un hijo llamado Shúnaka, quien se convirtió en un viprarsi [un sabio entre los brahmanes]. El hijo de Shúnaka fue Shaúnaka.
Majábharata

En cambio según el Visnú-purana (de los primeros siglos de la era común), Grtsamada era hijo de Shuna Jotra, del clan de Anguiras, pero por voluntad de Indra (el dios principal) fue transferido al clan Brigu como hijo del sabio Shaúnaka, quien fue el inventor del sistema de los cuatro ásramas (las cuatro etapas de la vida humana: estudiante, padre de familia, ermitaño y mendigo).
En cambio se lo identifica con el propio Shaúnaka en algunas leyendas (por ejemplo, en el Anu-kramaniká, el Asualaiana-srauta-sutra, el Asualaiana-grijia-sutra, el Sankhaiana-grijia-sutra y el Jari-vamsa).
En cambio en el Bhágavata-purana (del siglo X) se dice que Gritsa Madá fue hijo de Sujotra, y tuvo al menos un hijo:

Sujotra tuvo tres hijos, llamados Kashia, Kusha y Gritsa Madá. De Gritsa Madá nació Shúnaka, y de este nació Shaúnaka, el santo, el mejor de entre los muchos conocedores del Rig-veda.
Bhágavata-purana (9.17.3)

En una explicación (escrita en 1970) sobre el Bhágavata-purana (1.9.7), se declara que Gritsa Madá no tuvo hijos porque llevó una vida de celibato:

Gritsamada: Uno de los sabios del reino celestial. Era amigo íntimo de Indra, el rey del cielo, y era tan eminente como Brihaspati. Él solía visitar la asamblea real de Majarás Iudistir, y también visitó el lugar en el que Bhisma expiró. A veces explicaba las glorias del señor Shivá ante Majarash Iudistir. Era hijo de Vita Javia, y sus rasgos físicos se asemejaban a los de Indra. En ocasiones, los enemigos de Indra lo tomaba por éste y lo arrestaban. Era un gran erudito del Rig-veda, y en virtud de ello era muy respetado por la comunidad brahmana. Llevó una vida de celibato, y fue poderoso en todos los aspectos.
Prabhupada

## El clan de los gritsa madás
En plural, el nombre se refiere al clan que descendió de Gritsa Madá. Así aparece en el Rig-veda 2.4, 2.19, 2.39, y 2.41.